# The Infinity Gauntlet
The Infinity Gauntlet (Găng tay Vô cực) là một bản truyện tranh của Mỹ được xuất bản bởi Marvel Comics. Ngoài một chuỗi truyện sáu tập cùng tên được viết bởi Jim Starlin và được vẽ minh họa bởi George Pérez và Ron Lim, các chương đan xen đã xuất hiện trong một số bộ truyện tranh liên quan. Kể từ lần xuất bản đầu tiên từ tháng 7 đến tháng 12 năm 1991, bộ truyện đã được tái bản ở nhiều định dạng và phiên bản khác nhau.

Các sự kiện của sê-ri được diễn biến xung quanh Thanos, một nhân vật theo chủ nghĩa hư vô được Starlin tạo ra cho Marvel vào năm 1973. Khi Starlin bắt đầu viết Silver Surfer vào năm 1990, ông và Lim bắt đầu một cốt truyện mới với Thanos, phát triển hơn mười sáu số báo hàng tháng và một phần ngoại truyện giới hạn. sê-ri trước khi kết thúc trong Găng tay vô cực. Pérez được mời tham gia vẽ Găng tay vô cực vì ông lúc đó nổi tiếng hơn và vì Lim thì đã quá bận với lịch trình công việc dày đặc. Tuy nhiên, sau khi hoàn thành ba tập đầu và một phần của tập thứ tư, lịch trình bận rộn của Pérez và sự không vừa ý với cốt chuyện đã khiến ông bị thay thế bởi Lim.
Khi bắt đầu truyện Găng tay Vô cực, nhân vật Thanos đã thu thập đủ sáu Viên đá Vô cực và gắn chúng vào chiếc găng tay của mình. Với sức mạnh tổng hợp của đá vô cực, hắn ta trở nên mạnh mẽ "như một vị thần" và bắt đầu chiếm được tình cảm của Mistress Death, hiện thân sống của cái chết trong Vũ trụ Marvel. Khi Thanos sử dụng sức mạnh của mình để ngay lập tức xóa sổ một nửa sự sống trong vũ trụ, Adam Warlock lãnh đạo các anh hùng còn lại của Trái đất chống lại hắn. Sau khi Găng tay Vô cực bị đánh cắp bởi Nebula, cháu gái của Thanos-một ác nhân, Thanos đã hỗ trợ các anh hùng còn lại đánh bại cô ta. Warlock cuối cùng đã lấy được Găng tay Vô cực và sử dụng sức mạnh của nó để hoàn tác tất cả những gì nó đã gây ra.

Bộ truyện này là cuốn sách bán chạy nhất của Marvel trong thời gian xuất bản và được nối tiếp ngay lập tức bởi hai phần khác, Cuộc chiến vô cực (1992) và Cuộc thập tự chinh vô cực (1993). Các sự kiện của câu chuyện tiếp tục được nhắc đến trong các bộ truyện tranh khác của Marvel trong nhiều thập kỷ. Găng tay Vô cực vẫn được người hâm mộ yêu thích, giúp đảm bảo có nhiều lần tái bán cùng với hàng hóa ăn theo khác, với các chủ đề và nội dung cốt truyện được chuyển thể thành trò chơi điện tử cũng như phim hoạt hình, phim điện ảnh. Đáng chú ý nhất trong số các bản chuyển thể sau này là "Infinity Saga" của Vũ trụ Điện ảnh Marvel, kết hợp các yếu tố của câu chuyện truyện tranh gốc thành một câu chuyện kéo dài qua gần hai chục bộ phim được kết nối.